# 우에하라 리키야
우에하라 리키야(일본어: 上原 力也, 1996년 8월 25일 ~ )는 일본의 축구 선수이다. 현재 J2리그의 주빌로 이와타에서 뛰고 있다.

## 구단 경력
그는 2015년부터 J리그의 주빌로 이와타, 베갈타 센다이에서 뛰었다.